# Mali
Pour les articles homonymes, voir Mali (homonymie).
République du Mali

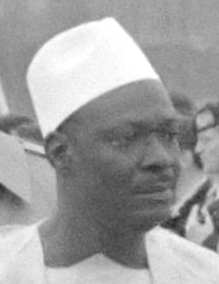
Moussa Traoré, président du Mali (1968-1991).

Le Mali, en forme longue la république du Mali, est un État d'Afrique de l'Ouest, frontalier de la Mauritanie au nord-ouest, de l'Algérie au nord-est, du Niger à l'est, du Burkina Faso au sud-est, de la Côte d'Ivoire au sud, de la Guinée au sud-ouest et du Sénégal à l'ouest. Sa capitale est Bamako, dont l'aire urbaine compte 2,529 millions d'habitants en 2019. Le pays fait partie de l'Union africaine mais est depuis 2021 suspendu de cette organisation en raison de la dictature militaire.
Entre le IVe  et le  XVIe siècle, le territoire fait partie de plusieurs empires puissants de l'Afrique de l'Ouest, dont l'empire du Ghana, l'empire du Mali et l'Empire songhaï qui dominaient le commerce transsaharien de l'époque. Pendant le partage européen de l'Afrique du XIXe siècle, le territoire est colonisé par l'Empire colonial français sous le nom de Soudan français. Le Soudan forme en 1959 avec le Sénégal la fédération du Mali qui devient indépendante le 20 juin 1960. Durant l’été 1960, le Sénégal se retire de la fédération le 20 août, puis la République soudanaise, seul membre restant de la fédération, fait officiellement de même le 22 septembre en se renommant « république du Mali » et en conservant ainsi le nom « Mali » de la fédération. Les premières décennies suivant l'indépendance sont marquées par les dictatures aux partis uniques de Modibo Keïta de 1960 à 1968, puis de Moussa Traoré de 1968 à 1991. La démocratie et le multipartisme ne sont instaurés qu'en 1992 après le renversement de ce dernier par un coup d'État. En 2012, des groupes armés séparatistes et djihadistes s'emparent du nord du pays avant de lancer une offensive en direction de la capitale, provoquant un coup d'État. Le Mali demande alors l'intervention militaire de la France ainsi que de plusieurs pays africains dans le cadre de la MISMA. Les groupes armés sont rapidement repoussés, puis vaincus militairement lors de la bataille du Tigharghâr. Une partie des combattants bascule alors vers le terrorisme, commettant des attentats à travers tout le pays, ce qui suscite un important mécontentement au sein de la population malienne. L'intégrité territoriale malienne est rétablie de même que la démocratie en 2013 mais cette dernière prend fin avec les coups d'État de 2020 et 2021 aboutissant à l'instauration d'une dictature militaire pro-russe sur fond de multiplication des attentats.
Le pays a trois zones climatiques : les deux tiers nord du pays se situent dans le Sahara, le centre du pays est sahélien, et le sud du pays se trouve dans la savane soudanienne occidentale. Avec 20 millions de résidents, la population malienne est constituée de différentes ethnies, dont les principales sont les Arabes, les Bambaras, les Bobos, les Bozos, les Dogons, les Khassonkés, les Malinkés, les Miniankas, les Peuls (fulfulde ou pular pulaar), les Sénoufos, les Soninkés (ou Sarakolés), les Songhaïs, les Touaregs et les Toucouleurs. Le français est la langue de travail, mais la population parle majoritairement les langues nationales qui constituent les langues officielles, le bambara étant la plus utilisée et servant, parallèlement au français, de langue véhiculaire. Avec une économie essentiellement rurale, le Mali, pays enclavé, fait partie des pays les moins avancés sur le plan du développement socio-économique. L'islam sunnite est pratiqué par environ 95 % de la population.

## Géographie physique

### Localisation et frontières
Le Mali se situe par 17° de latitude nord et 4° de longitude ouest. Plus précisément, son territoire est compris entre 10° et 25° de latitude nord et entre 4° et 12° de longitude ouest. Le pays possède des frontières communes avec la Mauritanie, l'Algérie, le Niger, le Burkina Faso, la Côte d'Ivoire, la Guinée et le Sénégal.

#### Territoires limitrophes
| Mauritanie            |              | Algérie      |
| Sénégal               | Mali         | Niger        |
| Guinée, Côte d'Ivoire | Burkina Faso | Burkina Faso |

### Géologie, topographie et hydrographie

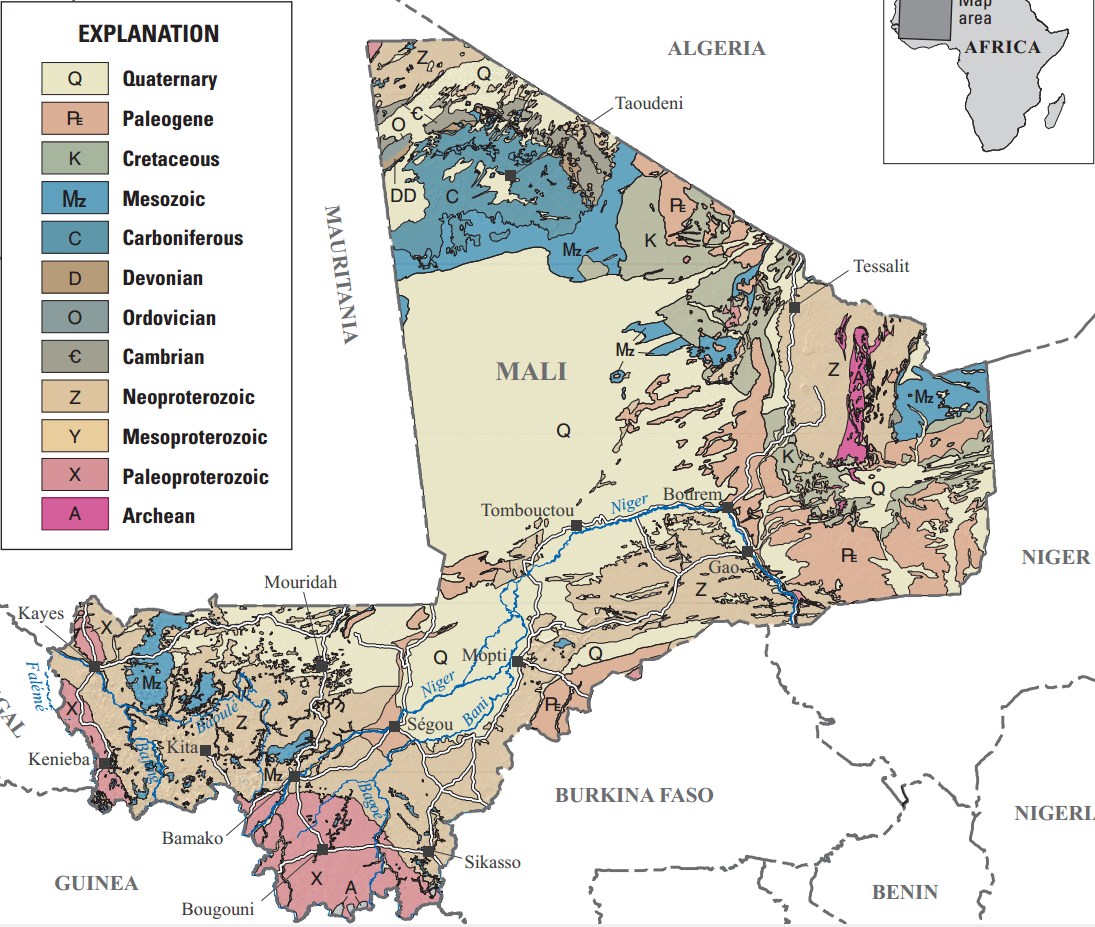
Carte géologique du Mali.

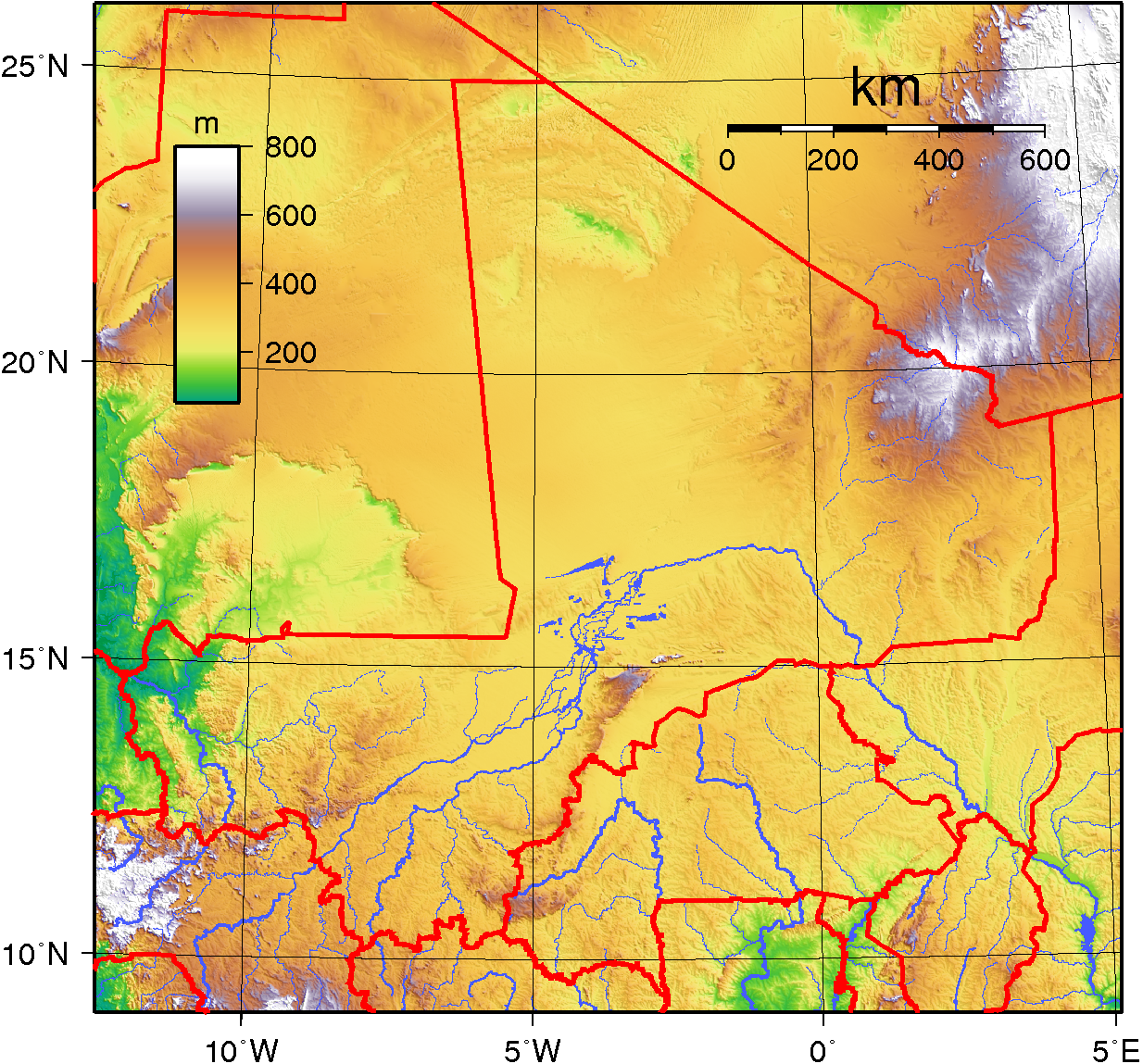
Carte topographique du Mali.

La géologie du Mali offre une grande variété de roches : les couches d'âges archéen et paléoprotérozoïque forment le socle d'une grande partie de l'ouest et du centre du pays ; la moitié nord est recouverte par les sédiments du bassin de Taoudeni, au centre du craton d'Afrique de l'Ouest : ce sont principalement des sédiments accumulés entre le Néoprotérozoïque et le Cambrien inférieur (reconnaissables par la triade tillites, craie à barite et chaille) d'une part, et des sédiments du Phanérozoïque d'autre part.
Le Mali, avec ses 1 241 238 kilomètres carrés, est le plus vaste État d'Afrique de l'Ouest après le Niger. Le relief est peu accentué et le point culminant du pays est le mont Hombori Tondo (1 155 m).
Les plaines alluviales, très vastes, sont toutefois dominées par quelques plateaux calcaires et de grès (plateaux mandingues et dogon).
Le Mali est traversé par deux grands fleuves : le Niger (parcourant le pays sur 4 200 km) et le Sénégal.

### Climat

Répartition des climats au Mali, selon la classification de Koppen-Geiger.

Le pays possède trois zones climatiques :
- les deux tiers nord du pays, entièrement désertiques, appartiennent au Sahara méridional, avec des précipitations annuelles inférieures à 127 mm. Cette région est traversée par des nomades avec leurs troupeaux ;
- dans le centre, la région sahélienne, relativement sèche (aux pluies tropicales relativement insuffisantes), est couverte de steppe remplacée progressivement vers le sud par la savane. La vallée du Niger est cultivée grâce à certains travaux de mise en valeur : on y trouve du riz, du coton, du karité (appellation en langue soninké), de l'arachide, du mil, du sorgho. Une vaste étendue dans le centre du Mali est constituée de marécages, dus aux nombreux bras du Niger ;
- la région soudanaise est une zone avec des précipitations de 1 400 mm par an et des températures moyennes comprises entre 24 °C et 32 °C. Elle est, dans sa partie nord, couverte de savane devenant de plus en plus dense et se transformant progressivement en forêt vers le sud.

## Géographie humaine

### Répartition de la population
Le Mali, pays dont la population est encore essentiellement rurale, connaît une urbanisation croissante. La population urbaine est estimée à 20 933 072 d'habitants en 2020.

Le pays compte une densité de 16,79 hab./km2. La majorité de la population est constituée de jeunes[précision nécessaire]. La plus grande part de la population étant essentiellement rurale, sa densité, très variable, passe de 90 hab./km2 dans le delta central du Niger à moins de 5 hab./km2 dans la région saharienne du Nord.

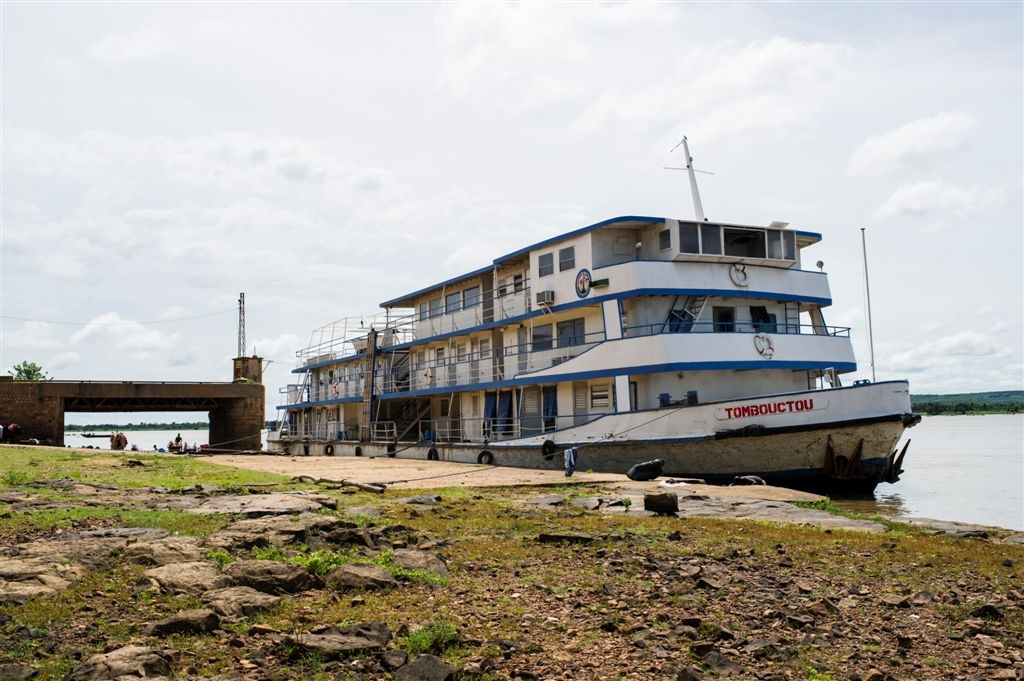
Le bateau Tombouctou de la compagnie COMANOV dans le port de Koulikoro.

Outre la capitale Bamako, les villes principales sont Kayes, Ségou, Mopti, Sikasso, Koulikoro, Kidal, Gao et Tombouctou.

### Réseaux de transport

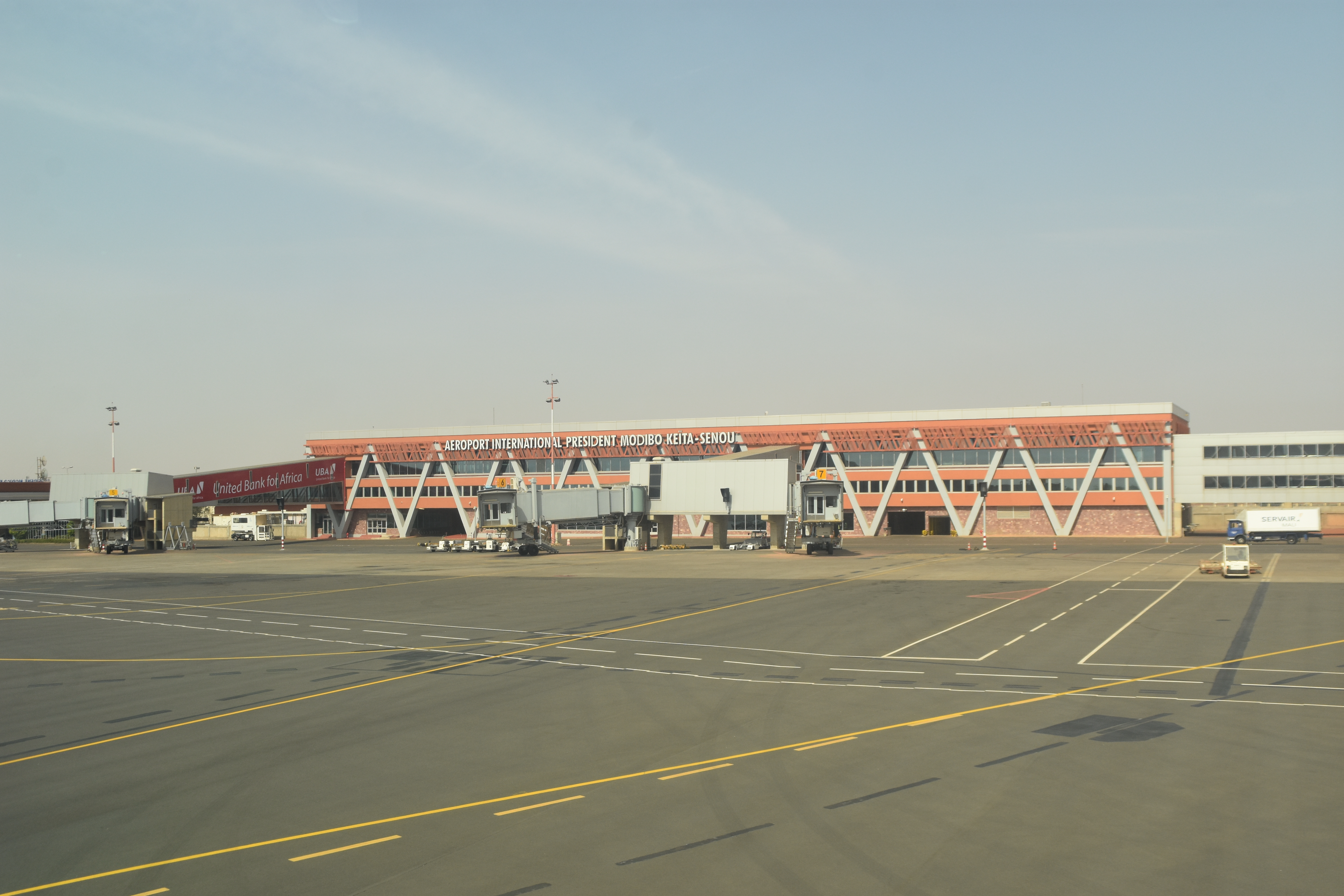
Aéroport international Modiba Keïta à Bamako.

Route trans-sahélienne Dakar (Sénégal) — N'Djamena (Tchad) passe par Mali. Le réseau routier du Mali représentait en 2000 un linéaire de 18 560 km, dont 4 450 km de chaussées à structure renforcée. Cela représente une densité de 27,9 km de route pour 1 000 km2, ce qui reflète la faible densité de population du pays, mais aussi une répartition très inégale : plus de 17 % de la population bénéficie d'une route à moins de 2 km, mais les routes sont très rares au nord du pays.
Le transport ferroviaire relie la capitale du Mali à celle du Sénégal, Dakar, sur 1 248 km. Hérité de la colonisation, Transrail, autrefois appelé Régie des chemins de fer du Mali (actuellement[C'est-à-dire ?] hors service), a été construit par les colons dans le but de faciliter les interventions militaires du Sénégal vers le fleuve Niger et inversement en cas d'émeute. Surtout, il facilite le transport des matières premières vers l'Europe. Une rénovation effectuée par la China Railway Construction Corporation International est à l'étude depuis 2015. En 2018, les trains ont cessé de fonctionné, faute d'argent.
Le transport fluvial est marqué par sa saisonnalité à cause de la présence des chutes et des cataractes le long des cours d'eau. Il est assuré par deux bateaux : Kankou Moussa et Général Soumaré, qui relient Koulikoro à Ségou, Mopti, Tombouctou et Gao.
Le transport aérien se caractérise non seulement par la présence de plusieurs aéroports internationaux tels que ceux de Bamako, Mopti, Gao ou Tombouctou, et d'aérodromes ; mais aussi par la fréquentation de ceux-ci par beaucoup de compagnies aériennes : Air France, Royal Air Maroc, Tunisair, Air Algérie, Ethiopian Airlines, Air Mali, Air Burkina, Air Ivoire, etc. Le pays possède Sky Mali, une compagnie nationale privée qui reprend le flambeau de l'ancienne compagnie nationale Air Mali.

## Toponymie
La république du Mali tient son nom de l'ancien empire du Mali fondé par Soundiata Keïta au XIIIe siècle et qui a connu son apogée au XIVe siècle.
En 1959, les deux colonies françaises du Soudan français et du Sénégal fondent la fédération du Mali qui obtient son indépendance le 20 juin 1960. La fédération éclate deux mois plus tard avec le départ des Sénégalais le 20 août. Le 22 septembre 1960, les Soudanais conduits par Modibo Keïta proclament à leur tour leur indépendance en dehors de la fédération du Mali dont ils conservent le nom pour leur nouveau pays (république du Mali) ; cette proclamation vaut surtout reconnaissance de l'indépendance sénégalaise proclamée le mois précédent puisque la fédération du Mali ne comptait plus que le seul Soudan.

## Histoire

### Histoire pré-coloniale
En 1339, Angelino Dulcert, cartographe de l'école majorquine de cartographie, signale le Mali sur l'un des tout premiers portulans connus.
Cinq empires ou royaumes importants s'y succédèrent : l'empire du Ghana, l'empire du Mali, l'Empire songhaï, le royaume bambara de Ségou et l'empire peul du Macina. Son économie reposait sur l'agriculture, l'élevage et le commerce transsaharien avec les peuples d'Afrique du Nord intéressés par l'or, le sel et les esclaves mais aussi la culture. À son apogée, l'Empire s'étendait de l'Atlantique au Nigeria et du Nord de la Côte d'Ivoire au Sahara.

### Des années 1880 à 1960, une colonie française

Drapeau du Soudan français et de la République soudanaise.

La conquête coloniale à partir de la colonie du Sénégal s'est effectuée lentement et les entités progressivement annexées ont été regroupées sous l'appellation Haut-Fleuve, territoire placé sous commandement militaire avec pour chef-lieu Kayes et dirigé par un commandant supérieur. Par décret du 18 août 1888, le Haut-Fleuve devient une entité administrative autonome de la colonie du Sénégal sous le nom de Soudan français. Son premier titulaire, le chef de bataillon Louis Archinard, qui succède à Galliéni le 10 mai 1888, en devient véritablement le premier commandant supérieur. Par décret du 22 octobre 1890, le commandant supérieur exerce la tutelle sur les services administratifs. Par décret du 27 août 1892, le Soudan français devient une colonie autonome et Archinard, promu lieutenant-colonel en mai 1890, en devient le premier gouverneur et accède au grade de colonel en septembre 1892.
Avec la conquête par la France à partir du début des années 1880, le Mali devient une colonie française le 27 août 1892 sous le nom de Soudan français, nom repris du décret du 18 août 1890 qui a donné ce nom à la région du Haut-Fleuve de la colonie du Sénégal. L'esclavage est aboli par l'administration coloniale en 1905 mais l'application de cette décision est lente et se heurte à des dynamiques locales. Pendant la Seconde Guerre mondiale, la tentative d'implanter une usine d'huile d'arachide se heurte aux obstacles mis en place par le régime de Vichy pour favoriser les huileries du Sénégal.

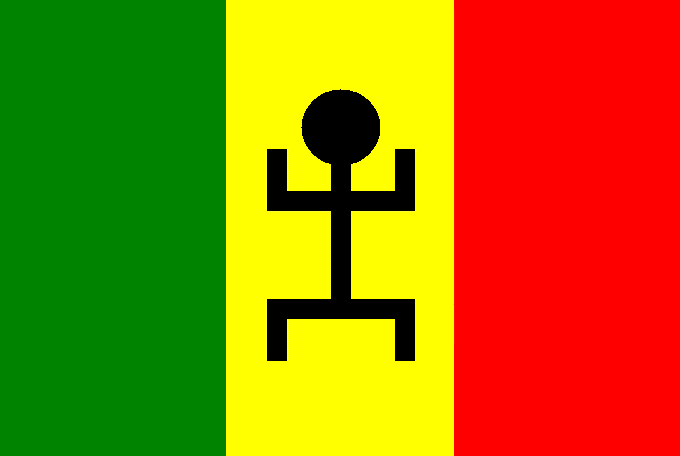
Drapeau de la fédération du Mali (1959-1960).

Lors du référendum du 28 septembre 1958, les électeurs du Soudan français votent massivement (97 %) en faveur de la création de la République soudanaise au sein de la Communauté française. Le 4 avril 1959, le Sénégal et la République soudanaise se regroupent pour former la fédération du Mali, qui accède à l'indépendance le 20 juin 1960.

### De 1960 à aujourd'hui, après l'indépendance
Le 20 août 1960, deux mois après le départ de la puissance coloniale, le Sénégal se retire de la fédération du Mali et proclame son indépendance. Le 22 septembre 1960, la République soudanaise proclame à son tour son indépendance sous la conduite de Modibo Keïta, tout en conservant le nom de Mali ; le Sénégal s'étant déjà retiré et l'indépendance de la fédération par rapport à la France datant de juin, cette proclamation ne vaut dans les faits que reconnaissance de l'indépendance sénégalaise et de la fin de la fédération du Mali et est le premier jour d'application de la constitution de la république du Mali.
En 1968, Modibo Keïta est renversé par un coup d'État conduit par un groupe d'officiers ayant à leur tête le lieutenant Moussa Traoré, qui instaure une dictature. Le 26 mars 1991, celui-ci est renversé à son tour par le lieutenant-colonel Amadou Toumani Touré. Après une période de transition, ce dernier instaure la démocratie avec l'élection d'Alpha Oumar Konaré en 1992, qui sera réélu en 1997.
En 2002, le général Amadou Toumani Touré, qui avait pris sa retraite de l'armée pour se présenter, est élu président de la République du Mali, et réélu en 2007. Le 22 mars 2012, Amadou Toumani Touré est renversé par un putsch, mené par le capitaine Amadou Haya Sanogo. Après une transition, Ibrahim Boubacar Keïta est élu président de la République en septembre 2013 puis est réélu en 2018 au terme d'une élection contestée. Le 18 août 2020, il est renversé par un coup d'État militaire.

#### Depuis 2012, des conflits croisés
De janvier à avril 2012, le Mouvement national de libération de l'Azawad (MNLA), allié aux groupes Ansar Dine, Mujao et Aqmi, mène des attaques sur les camps militaires maliens et les villes situés dans les régions de Gao, de Tombouctou et de Kidal, remettant en cause l'unité territoriale du Mali dont l'armée fut mise en difficulté.
Le 22 mars 2012, le gouvernement est renversé par un coup d'État conduit par de jeunes militaires dénonçant son incapacité à gérer le conflit sévissant au nord du pays,. L'unité politique du pays est ainsi plus que jamais menacée,. Ces soldats mutins dirigés par le capitaine Amadou Haya Sanogo prennent le contrôle de la présidence, puis annoncent la dissolution des institutions et la suspension de la Constitution, et ceci, à un mois de l'élection présidentielle. Ce coup d'État entraîne le départ forcé d'Amadou Toumani Touré et la mise en place d'un couvre-feu temporaire. Les violences qui suivent le renversement du pouvoir ont pour conséquence la mort d'une personne et une quarantaine de blessés.
Le 1er avril 2012, la rébellion touareg, constituée du Mouvement national de libération de l'Azawad (MNLA) et de plusieurs mouvements salafistes dont Ansar Dine, Mujao et Aqmi, gagne le contrôle sur les trois régions situées au nord du Mali. Le MNLA réclame l'indépendance de l'Azawad tandis qu'Ansar Dine souhaite imposer la charia. Les deux mouvements revendiquent le contrôle des principales villes.
Le 4 avril, le MNLA décide unilatéralement la fin des opérations militaires à compter du 5 avril à minuit (TU). Deux jours plus tard, le 6, le MNLA proclame l'indépendance de l'Azawad.
La proclamation de l'indépendance de l'Azawad par les Touaregs du MNLA est condamnée de façon catégorique par les différents partis maliens ainsi que par l'Union africaine et la communauté internationale ; ces partis affirment que l'intégrité territoriale du Mali n'est pas négociable et souhaitent que le MNLA revienne à la raison, de gré ou de force.
Le 27 juin, le Mujao chasse le MNLA de Gao lors du premier combat de Gao. En novembre, le MNLA lance une contre-offensive qui est cependant repoussée près d'Ansongo par les forces d'Aqmi et du Mujao. Après un premier échec, au combat de Tagarangabotte, les islamistes prennent l'avantage lors de la bataille d'Idelimane. Le 19 novembre, Ménaka est conquise.
Le 15 novembre 2012, François Hollande, président français, reçoit le président nigérien à l'Élysée pour discuter une intervention française et la protection des exploitations françaises des mines d'uranium au Niger, à la frontière avec le Mali,.
Le 11 janvier 2013, devant la progression des groupes djihadistes au-delà de la ligne de cessez-le-feu et la prise de la localité de Konna, verrou stratégique dans la marche sur Bamako, l'état d'urgence est déclaré dans le pays. À la suite de la demande du président du Mali par intérim Dioncounda Traoré, le Tchad vient au secours du Mali avec un nombre important de militaires. Ensuite, la France sollicite l'accord de l'ONU pour déclencher une intervention militaire (opération Serval) de libération du pays. Dans un premier temps, les djihadistes reculent. À la suite de cette reconquête, il est décidé de substituer l'opération Barkhane à l'opération Serval, pour sécuriser la bande sahélo-saharienne, avec la mission d'empêcher la reconstitution de sanctuaires terroristes. Le nouveau dispositif est officiellement lancé le 1er août 2014. Mais la situation reste très précaire, avec de nombreuses attaques djihadistes. Les conflits communautaires persistent, occasionnant des centaines de morts, particulièrement dans la région de Mopti. En 2018, l'armée française poursuit ses opérations et particulièrement dans le Liptako-Gourma, une zone entre le centre du Mali, le sud-ouest du Niger et le Burkina Faso.
Durant la deuxième moitié des années 2010, les djihadistes s'adaptent à une guerre asymétrique : ils se terrent, procédant par attaques surprises et par des attentats, tout en utilisant les ressentiments locaux et les conflits intercommunautaires,. Un piège se referme progressivement sur les troupes françaises, de plus en plus critiquées localement : poursuivre le combat avec un risque d'enlisement et de compromission ou se retirer. 
En 2020, dans un contexte d'élections législatives contestées et de manifestations massives menées par le M5-RFP, le président Ibrahim Boubacar Keïta est arrêté par des mutins et démissionne sur les ondes de l'ORTM, à minuit, le 19 août 2020. Quelques heures plus tard, le Comité national pour le salut du peuple prend le pouvoir. Il est présidé par Assimi Goïta et dispose des services d'Ismaël Wagué comme porte-parole. Ce coup d'État est condamné de manière unanime par la communauté internationale.

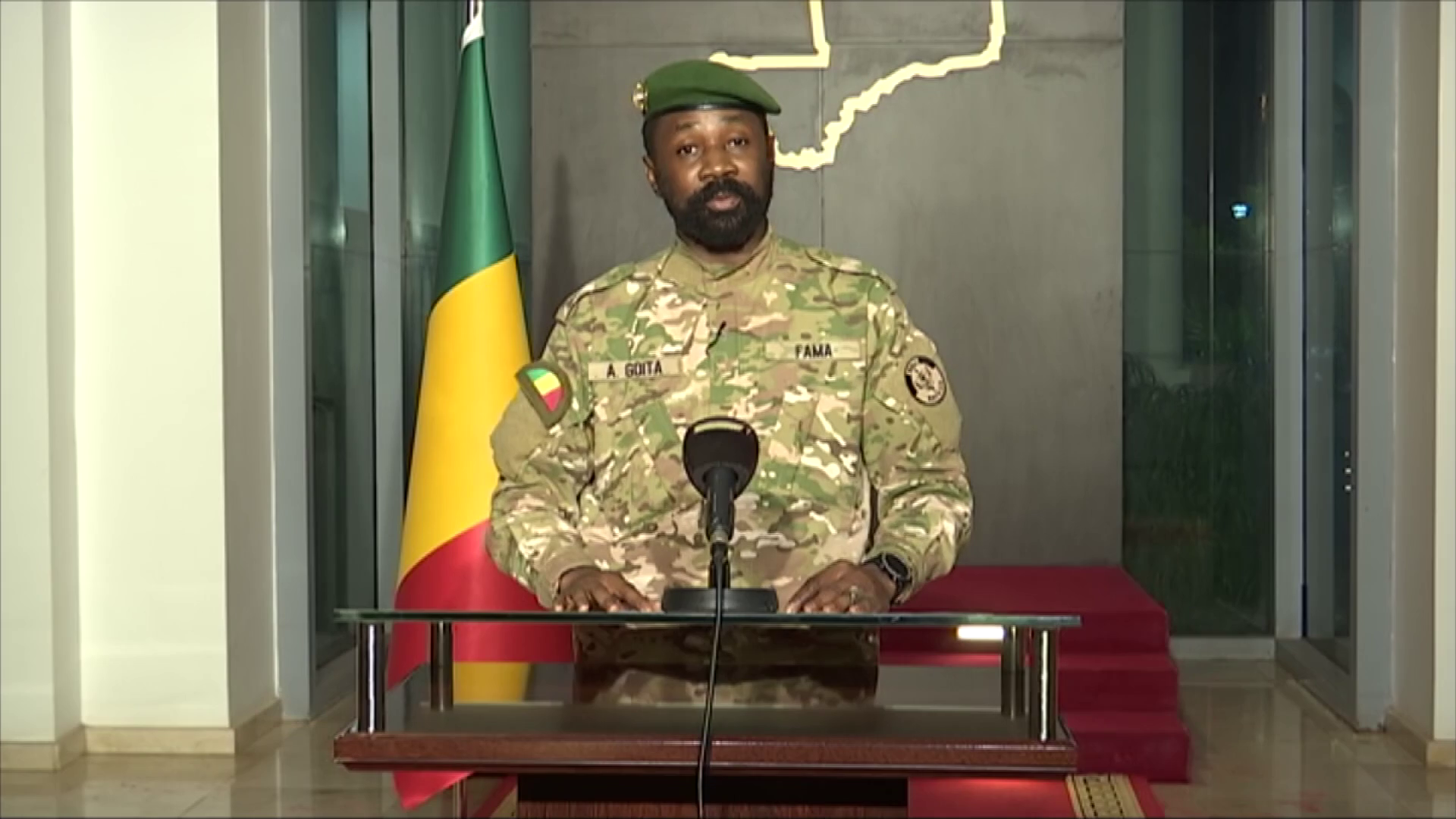
Assimi Goita, président de la transition du Mali.

Le 24 mai 2021, le président de transition Bah N'Daw et le premier ministre de transition Moctar Ouane sont interpellés et conduits sous escorte militaire à Kati. Le lendemain, le colonel Assimi Goïta démet N'Daw et Ouane de leurs fonctions. À la suite de ce coup d'État, la France décide de mettre un terme à l'opération Barkhane et appuie le développement international de la Task Force Takuba notamment pour sécuriser la région du Liptako. Les autorités maliennes responsables du coup d'État s'engagent auprès de la Communauté internationale à « organiser des élections présidentielles et législatives avant le 27 février 2022 ». Cet engagement non tenu et le partenariat des autorités maliennes avec le groupe paramilitaire russe Wagner conduisent le 17 février 2022 à l'annonce du retrait de la Task Force Takuba.
Le 16 mai 2022, le gouvernement d'Assimi Goïta révèle avoir réussi à déjouer un coup d'État mené par des militaires maliens dans la nuit du 11 au 12 mai. Selon les sources officielles du gouvernement, cette tentative de putsch avortée a été « soutenue par un État occidental ».
Le 24 février 2023, le Mali fait partie des sept États membres de l'ONU (avec le Bélarus, la Corée du Nord, l'Érythrée, le Nicaragua, la Russie et la Syrie) qui ont voté contre une résolution appelant à l'arrêt des combats en Ukraine et le retrait des forces armées russes d'Ukraine.
Le 5 décembre 2023, le Mali et le Niger annoncent dans un communiqué conjoint mettre fin aux accords visant à la non-double imposition avec la France. Ils justifient cette décision par « l'attitude hostile persistante de la France » et « un manque à gagner considérable pour le Mali et le Niger ». Les accords doivent prendre fin « dans un délai de trois mois ».
Le 5 août 2024, le porte-parole du gouvernement de transition malien annonce que le pays rompt ses relations diplomatiques avec l'Ukraine, le gouvernement de transition malien accusant l'Ukraine d'être impliquée dans la bataille de Tinzawatène ,.
En 2025, le Mali, tout comme le Burkina Faso et le Niger, quittent effectivement la Communauté économique des États de l'Afrique de l'Ouest.

## Politique
Le Mali est une république avec un parlement unicaméral. Le pouvoir exécutif est représenté par le président et son gouvernement. Le pouvoir législatif par l'Assemblée nationale. La plus haute autorité judiciaire est la Cour suprême.
La démocratie a été instaurée en 1991, après le coup d'État d'Amadou Toumani Touré contre le régime dictatorial du Général Moussa Traoré, à la suite de révoltes populaires. Mais elle reste très fragile, avec soit des difficultés importantes lors des élections, notamment lors des élections présidentielle et législatives de 1997, soit des renversements du président en exercice (en 2012, 2020 et 2021). Ajoutons que la faible participation électorale et la non-compréhension par une partie importante de la population des enjeux électoraux fragilisent cette démocratie.
Depuis l'indépendance du Mali, neuf chefs d'État se sont succédé (mais seulement trois d'entre ont été élus de manière démocratique) :
- Modibo Keïta, entre 1960 et 1968, renversé par un coup d'État ;
- Moussa Traoré, de 1968 à 1991, renversé par un coup d'État ;
- Amadou Toumani Touré, président du Comité transitoire pour le salut du peuple (CTSP) 1991-1992 ;
- Alpha Oumar Konaré, élu en 1992 et réélu pour un second mandat en 1997 ;
- Amadou Toumani Touré, élu en 2002 et réélu lors de l'élection présidentielle du 29 avril 2007 avec 70,88 % des voix (1 622 579 suffrages exprimés) contre sept autres candidats dont l'ancien président de l'Assemblée nationale Ibrahim Boubacar Keïta (19,08 %) ;
- Amadou Haya Sanogo renverse Amadou Toumani Touré et devient président du CNRDRE, la junte militaire qui prend le pouvoir par un coup d'état militaire dans la nuit du 21 au 22 mars 2012[48].
- Dioncounda Traoré prend la tête de la transition à la suite du renversement d'Amadou Toumani Touré (ATT) par le CNRDRE et l'abandon du pouvoir par la dite junte[49] ;
- Ibrahim Boubacar Keïta est élu président le 11 août 2013 avec 77,6 % des voix contre 22,4 % pour Soumaïla Cissé[50]. Il est arrêté par des militaires putchistes le 18 août 2020[51], et démissionne le lendemain, en l'annonçant à la télévision nationale[52].
- Assimi Goïta en tant que président du Comité national pour le salut du peuple (CNSP), la junte militaire qui a renversé Ibrahim Boubacar Keïta le 18 août 2020[35] ;
- Bah N'Daw, après avoir été désigné président de la transition par le CNSP, le 21 septembre 2020 puis renversé par un coup d'État[53] ;
- Assimi Goïta, alors vice-président et depuis président de facto de la transition après l'arrestation et la démission du premier ministre Moctar Ouane et du président Bah N'Daw par lui-même les 24 et 25 mai 2021[54].

### Ordres et décorations
- Ordre national du Mali ;
- Ordre du Mérite agricole ;
- Ordre du Mérite de la santé.

## Administration

### Subdivisions territoriales

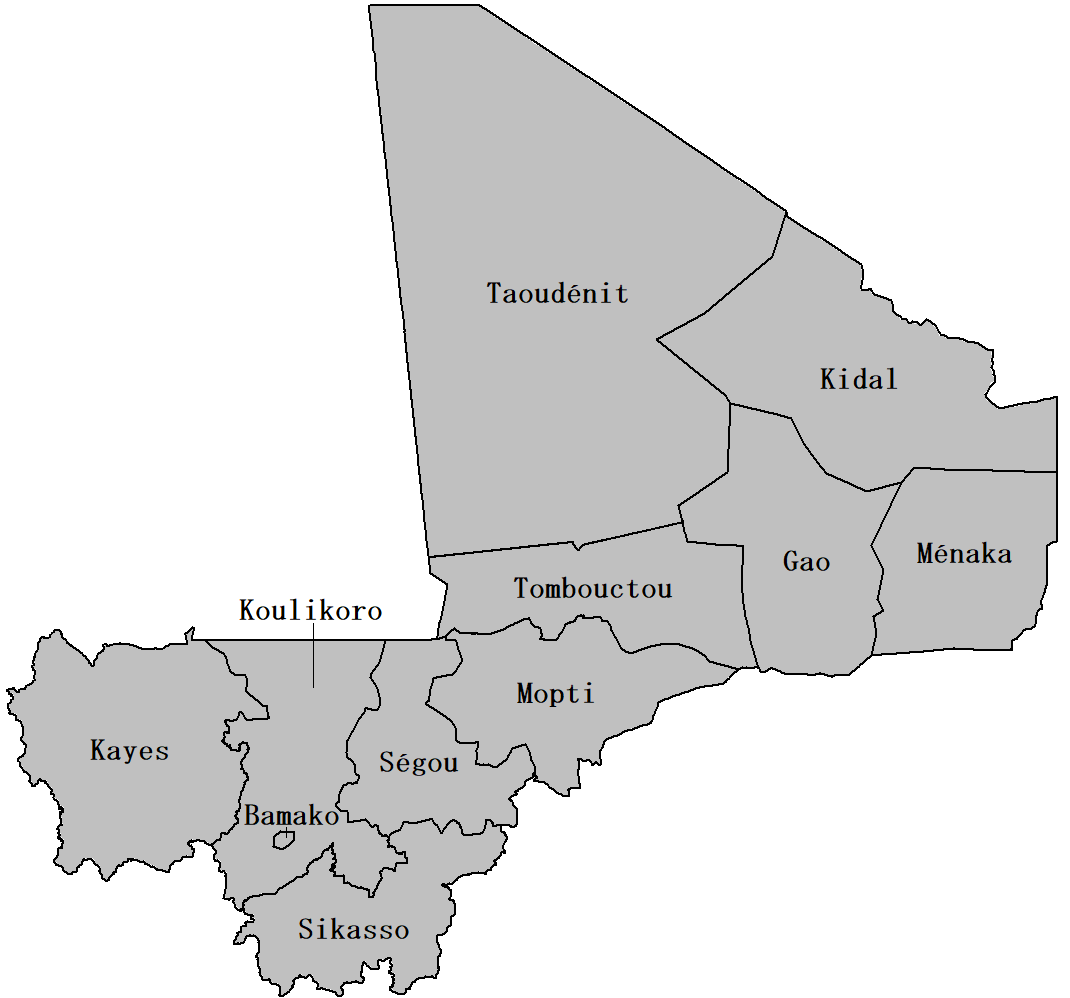
Régions du Mali, depuis 2016.

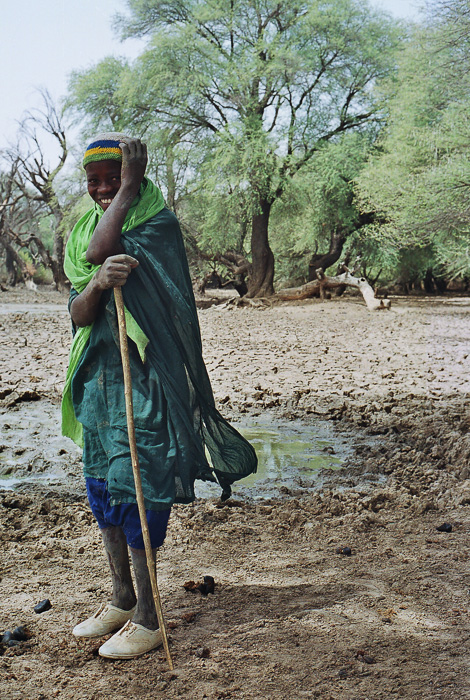
Jeune berger, région de Kayes.

Depuis 2016, le Mali est divisé en dix régions et un district. Ces subdivisions portent le nom de leur ville principale. Le tableau suivant présente les caractéristiques de ces régions, dont leurs populations respectives, telles qu'établies lors des recensements de la population effectués dans le pays. Un numéro est également attribué à chaque région, habituellement en ordre croissant, d'ouest en est.
| Nom                                        | N°   | Superficie (km2) | Population (1998) | Population (2009) |
| ------------------------------------------ | ---- | ---------------- | ----------------- | ----------------- |
| Région de Kayes                            | I    | 119 743          | 1 374 316         | 1 996 812         |
| Région de Koulikoro                        | II   | 95 848           | 1 570 507         | 2 418 305         |
| District de Bamako                         | –    | 252              | 1 016 296         | 1 809 106         |
| Région de Sikasso                          | III  | 70 280           | 1 782 157         | 2 625 919         |
| Région de Ségou                            | IV   | 64 821           | 1 675 357         | 2 336 255         |
| Région de Mopti                            | V    | 79 017           | 1 484 601         | 2 037 330         |
| Région de Tombouctou                       | VI   | 174 600          | 442 619           | 681 691           |
| Région de Gao                              | VII  | 89 532           | 341 542           | 544 120           |
| Région de Kidal                            | VIII | 151 430          | 38 774            | 67 638            |
| Région de Taoudénit                        | IX   | 323 326          | –                 | 18 160 *          |
| Région de Ménaka                           | X    | 81 040           | –                 | 54 456 *          |
| * estimée selon le recensement de l'époque |      |                  |                   |                   |

Les cinq régions du Nord : Gao, Kidal, Ménaka, Taoudénit et Tombouctou représentent les deux tiers de la superficie du pays pour seulement 10 % de sa population. Au sud, le pays est divisé entre les régions de Kayes, Koulikoro, Mopti, Ségou, Sikasso et le district de Bamako.
La décentralisation est une réforme majeure en cours. Elle vise à transférer des compétences aux collectivités territoriales afin que les affaires locales soient gérées au plus près des populations.
Cette réforme a pour base une refonte complète du découpage territorial hérité de l'administration coloniale et se distingue par le processus de consultation populaire qui a permis la création des communes sur la base de regroupements volontaires de villages et de fractions suivant des critères bien définis.
Il y a 703 communes au Mali, dont 684 nouvelles communes ont été créées en 1996. Une loi de 1999 confirme cette réorganisation administrative et territoriale du en créant les cercles (regroupement de communes) et les régions (regroupement de cercles).
L'État malien a créé une direction nationale des collectivités territoriales au sein du ministère de l'Administration territoriale et des Collectivités locales (MATCL) chargée de suivre la mise en œuvre de la décentralisation et le renforcement des capacités des collectivités territoriales. Des dispositifs d'appui technique et d'appui financier sont également en place.
En 2005, un document cadre de la politique nationale (DCPN) de décentralisation (2005-2014) a été adopté et s'articule autour de quatre axes majeurs, à savoir :
- le développement des capacités des collectivités territoriales ;
- l'amélioration de la déconcentration des services de l'État ;
- le développement de la citoyenneté ;
- le développement des prestations privées des services au niveau local.

En 2005, la huitième institution de la république du Mali a été créée. Le Haut Conseil des Collectivités territoriales assure la représentation nationale des collectivités territoriales. Son avis est requis sur toutes les questions concernant la politique de développement local et régional, la protection de l'environnement et l'amélioration de la qualité de vie des citoyens à l'intérieur des collectivités territoriales.
En 2016, deux nouvelles régions sont constituées, celles de Taoudénit et de Ménaka, faisant ainsi suite à une loi entrée en vigueur en 2011, mais dont l'application a été suspendue en raison de la guerre du Mali, qui s'est déclarée peu de temps après.

### Éducation
Le taux d'alphabétisation se situe entre 23 et 46 % selon les sources. Ce taux est plus faible parmi les femmes, la majorité des élèves étant des garçons.

### Forces armées
L'effectif de l'armée malienne passe de 22 000 hommes en août 2020, à près de 65 000 hommes en 2023. L'armée de l'air revendique une trentaine d'avions.

## Économie

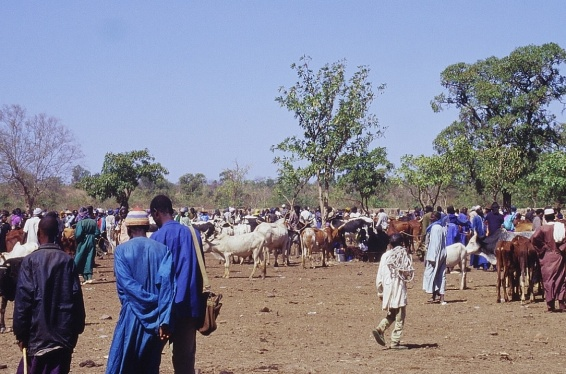
Scènes de marché au Mali

### Généralités
Le Mali est un pays en développement, avec 65 % de son territoire en région désertique ou semi-désertique. L'activité économique est surtout limitée autour de la région fluviale irriguée par le fleuve Niger. Environ 10 % de la population est nomade et environ 80 % travaille dans l'agriculture ou la pêche. L'activité industrielle est concentrée autour des activités agricoles. L'exportation constitue une très importante manne de revenus. Le Mali dépend de l'aide étrangère et est très vulnérable aux fluctuations des prix mondiaux du coton, son exportation principale. En 1997, le gouvernement a mis en place un programme d'ajustement structurel réclamé par le Fonds monétaire international qui a aidé la croissance, la diversification et les investissements étrangers. Ces réformes économiques et la dévaluation du franc CFA en janvier 1994 ont soutenu une croissance moyenne de 4 %. La filière coton, comme chez d'autres producteurs africains a pris de la vigueur, même si sur le marché mondial, le cours de la livre de la fibre était en 2015 autour de 0,70 dollar, relativement bas comparé au pic des 2 dollars la livre qu'il avait atteint en 2011. Le pays était à la deuxième place du palmarès des sept premiers producteurs africains de coton au milieu des années 2010.
Le produit intérieur brut par habitant était estimé à 380 dollars en 2005 (selon World Development Indicators (WDI) database).
L'économie malienne connait des faiblesses dans plusieurs secteurs :
- l'agriculture est fragile face aux sécheresses, répétitives depuis les années 1970. la baisse des cours des matières premières a également un impact très négatif ;
- la hausse des coûts de production et le secteur industriel peu développé, entraine une grande importation des biens de consommation ;
- le Mali est également confronté au problème de la dette. En effet, les organisations mondiales ont poussé le Mali à adopter des politiques d'ajustement structurel avec la privatisation de certains secteurs de l'économie[pas clair].

Quant à la dévaluation du franc CFA, censée favoriser les exportations, elle a surtout divisé par deux la valeur des capitaux nationaux et donc les capacités d'investissement nationales ; les exportations maliennes de produits transformés sont avant tout bloquées par des barrières administratives, et non du fait de leur prix[réf. souhaitée].
L'or occupe la première place dans les recettes d'exportation du Mali (70 % en 2012 soit 15 % de son PIB, le Mali étant le troisième producteur d'or d'Afrique après l'Afrique du Sud et le Ghana, le neuvième au niveau mondial) suivi du bétail, du coton et du fer. D'autres produits comme l'arachide (360 000 tonnes produites en 2003) s'exportent fortement.

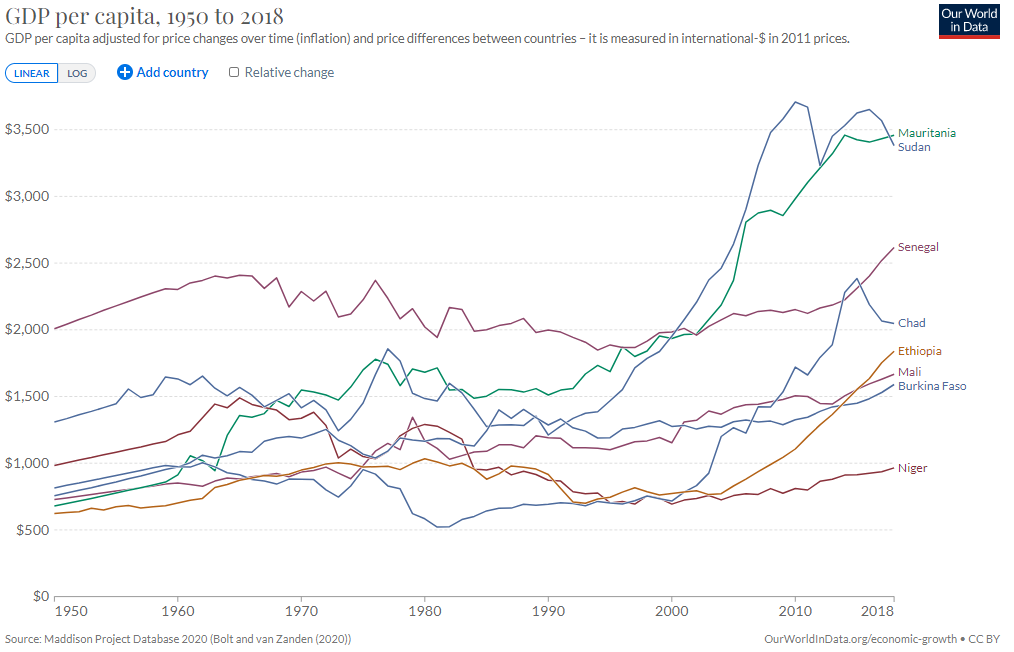
Développement du PIB par habitant des pays du Sahel.

Le PIB est principalement tiré par les secteurs primaire et tertiaire. Le PIB de 2006 était de 3 132 milliards de francs CFA et a augmenté à 3 344 milliards de francs CFA en 2007. L'inflation en 2009 était de 2,2 %. Le Mali espère réaliser un taux de croissance nominal du PIB de 7,8 %[Quand ?]. En 2008 et 2009, la croissance devrait légèrement s'accélérer pour atteindre un taux moyen annuel de 4,8 %. Les exportations sont de 0,915 milliard de dollars et les importations de 0,927 milliard de dollars. Le PIB par secteurs (principaux) l'agriculture 45 %, l'industrie 17 % et les services 38 %. Les services occupent 13 % de la population active et contribuent pour 38 % au PNB du pays. Le secteur public n'occupe plus que 22 % des effectifs salariés du pays. Un important pourcentage de la population vit sous le seuil de pauvreté soit 36,1 % (2005) avec un taux de chômage qui est très élevé soit de 30 %. Et puis, 30 % de ce total résident dans un milieu urbain tandis que la majorité des démunis vivent dans un milieu rural.

### Ressources minières
Le sous-sol du Mali est reconnu pour sa richesse en pierres précieuses et en différents fossiles. Parmi toutes les ressources minières connues du pays, seul l'or connaît en 2019 une exploitation intense.
Des entreprises multinationales ont développé les opérations de prospection de l'or en 1996-1998, et le gouvernement prévoit que le Mali deviendra un exportateur majeur d'or dans la région sub-saharienne. Il est d'ailleurs actuellement[C'est-à-dire ?] le troisième exportateur africain, derrière l'Afrique du Sud et le Ghana. L'or est la première source d'exportation du pays, suivi du coton et du bétail. La production d'or a doublé entre 2000 et 2002 pour représenter 12 % du PIB malien. C'est le troisième producteur aurifère d'Afrique.
Depuis la fin des années 1990, les « compagnies juniors » canadiennes multiplient les contrats avec des pays africains. Au Mali, elles ont pour nom Nevsun Resources, Robex, Resources, Great Quest Metals, Axmin, Delta Exploration, Etruscan Resources, Glencar Mining pic, North Atlantic Resources et IAMGold.
En 2012, une entreprise canadienne a fait des sondages exploratoires en vue d'exploiter une mine d'uranium dans la région de Faléa.
Le lithium devenant un métal de plus en plus recherché pour les batteries des voitures électriques, le Mali se préparait en 2022 à ouvrir une mine pour en extraire à Goulamina, à l'ouest de Bougouni. Son exploitation, qui assurerait une production annuelle de 726 000 tonnes de concentré de spodumène en moyenne, sera confiée aux entreprises australienne Fireching et chinoise Ganfeng. Il s'agira de la première mine de lithium fondée en Afrique de l'Ouest.
Le Mali est le troisième exportateur d'or en Afrique, et l'exploitation minière artisanale représente environ un tiers de sa production globale. L'Institute of Security Studies a rapporté le commerce d'or illicite massif du Mali à Dubaï dans le secteur minier artisanal de l'Afrique de l'Ouest. De plus, les voisins du Mali et d'autres l'exploitent comme point d'entrée sur les marchés de l'or des ÉAU. L'or du Venezuela et de la Libye a été illégalement exporté à Dubaï via le Mali. Le gouvernement de Nicolás Maduro au Venezuela aurait reçu plus d'un milliard de dollars en 2020 du trafic d'or au Mali. Selon un spécialiste non identifiant sur le commerce de l'or en Afrique qui a parlé au projet d'ENACT, les groupes armés et les organisations terroristes en Afrique financent également leurs opérations grâce au commerce illégal de l'or avec Dubaï. De plus, les courriers transportant 10 kilogrammes ou plus d'or par voyage entre le Mali et le Dubaï le portent à la main. Un seul voyage est bénéfique car les vols du Mali à Dubaï coûtent environ 500 $ US, soit environ 10 à 12 g d'or,.

### Le Mali dans l'économie mondiale
Pour ce qui est des principaux partenaires commerciaux, le principal pays importateur du Mali est le Sénégal avec 13,1 % en 2008 et le principal pays exportateur est la Chine avec 26,7 % en 2008. En dehors de ces pays, le Mali a aussi, comme partenaires commerciaux, la France, la Côte d'Ivoire, la Belgique, le Luxembourg, la Grande-Bretagne et l'Allemagne.
Le Mali est membre de l'Union économique et monétaire ouest-africaine (UEMOA). Le Mali s'est hissé au niveau de premier producteur de coton de l'Afrique au sud du Sahara. Il possède le premier troupeau de bétail de la sous-région, assure l'autosuffisance alimentaire durable en année de pluviométrie normale et subvient à l'ensemble de ses besoins en céréales sèches.

### Agriculture

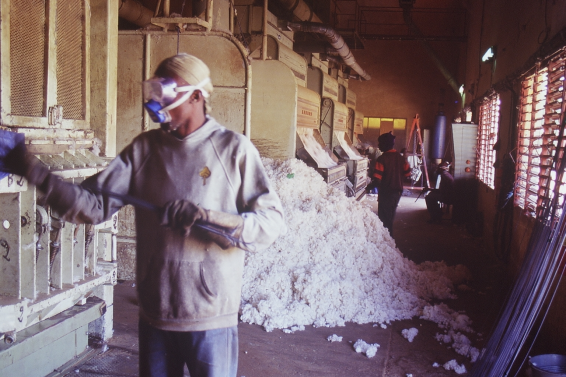
Usine de coton de la Compagnie malienne pour le développement du textile.

L'agriculture est le premier employeur du pays, en effet, 80 % de la population active travaille dans ce secteur. Les 20 % restants sont employés dans l'industrie ou les services. Leur production est principalement basée sur les céréales qui constituent l'essentiel de leur base alimentaire. Ces céréales sont surtout : le mil, le sorgho, le riz, le maïs, le fonio ainsi que le blé. Il y a aussi quelques tubercules tels que : l'igname, la pomme de terre et le manioc. Une des cultures ayant eu une certaine montée en production est celle de la production fruitière et maraîchère. Les bananes, les mangues et les oranges forment une importante exportation vers les pays d'Europe et les pays arabes. La production cotonnière domine l'agriculture industrielle, mais malgré cela elle a quand même connu une baisse de 5,23 %. Aujourd'hui le coton est produit à perte et cela depuis la chute du marché en 2005. L'industrie n'a jamais réussi à atteindre de nouveau le prix de vente d'avant la crise.
À la suite de la chute du cours du coton sur le marché en 2005, les paysans maliens produisent aujourd'hui à perte. Les agriculteurs dégagent des marges de plus en plus étroites et sont obligés de contracter des dettes. La CMDT (Compagnie malienne du développement des textiles) achète le kilogramme de coton 160 francs CFA alors que la production de ce même kilogramme coûte 190 francs CFA. Le Mali envisage des alternatives, mais il n'est pas facile de sortir de la monoculture.
En plus du coton (12e producteur mondial en 2004) et de ses dérivés (graine de coton), le Mali est un important producteur de mangues (200 000 tonnes) dont une faible partie seulement est exportée (3 000 tonnes) malgré un énorme potentiel. C'est un gros producteur et exportateur de bétail dans la région :
- cheptel bovin 7,8 millions de têtes ;
- cheptel caprin 22 millions de têtes.

### Secteurs divers
En ce qui concerne l'immobilier, le Mali est un pays en chantier. Il existe de nombreux projets publics et privés dans les secteurs du bâtiment et des travaux publics. La demande en matériaux de construction est en très forte croissance. Aussi, les créneaux suivants offrent d'énormes possibilités d'investissement : fabrique de briques, cimenteries, fabrication de chaux et de peintures, production de plâtre, fabrication de fer à béton et autres, menuiserie métallique ou de bois pour les bâtiments, fabrication d'appareils électriques (ampoules, disjoncteurs, prises, gaines).
Le tourisme, encore circonscrit à quelques zones, se développe depuis quelques années. Citons notamment les sites classés au patrimoine mondial de l'UNESCO : le Pays Dogon, Tombouctou, Djenné, le tombeau des Askia à Gao. Certains de ces sites ont été profanés à Tombouctou et Gao depuis l'occupation par les islamistes en juillet 2012.

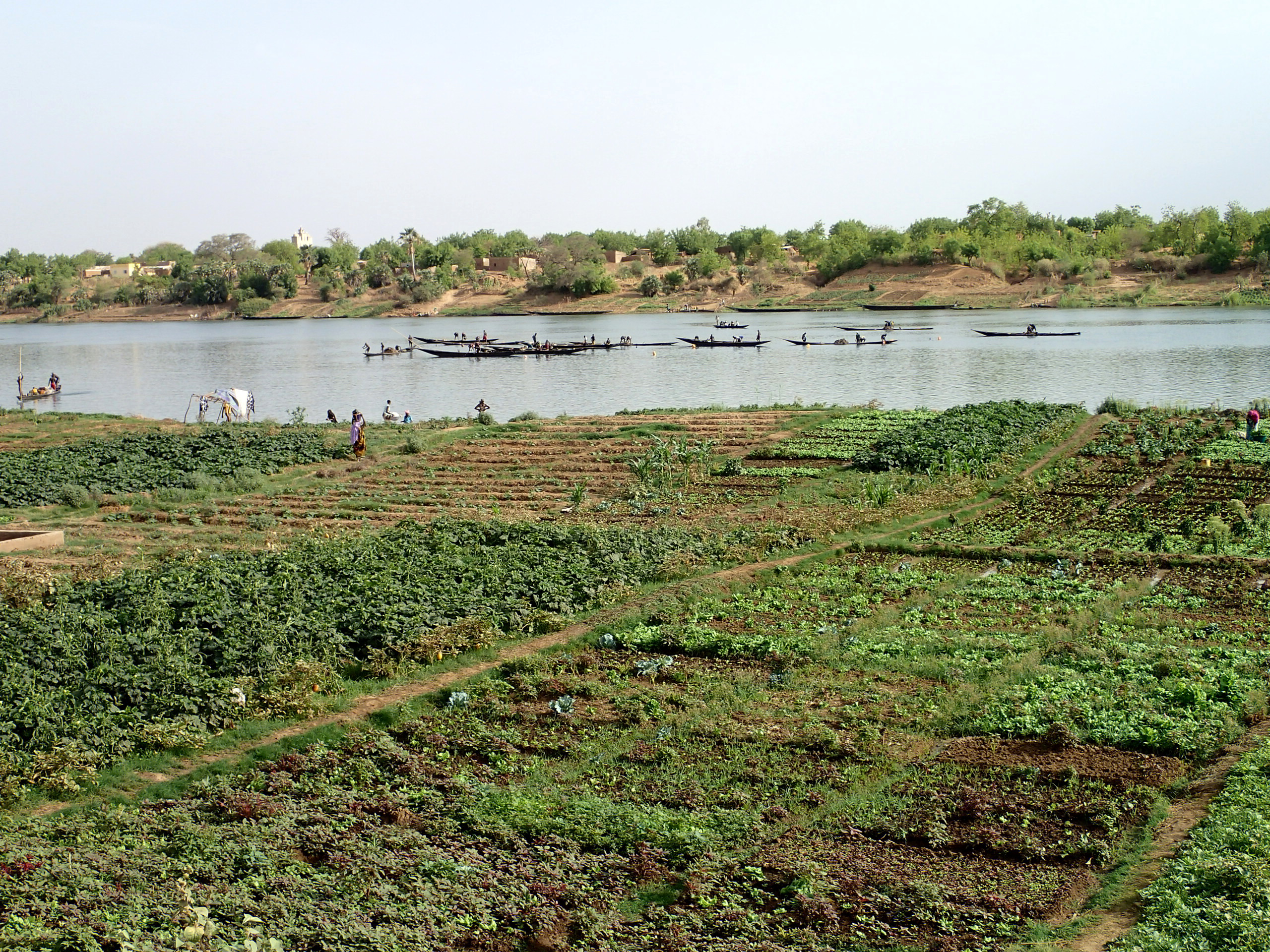
Culture maraîchère au bord du fleuve Sénégal à Kayes.

### Indicateurs de développement
En 2021, le Mali est classé 186e pays sur 191 en ce qui a trait à son indice de développement humain (IDH). En 2007, son indicateur de pauvreté est de 56,4 %, soit 107e pays sur 108.
| Année | 1990  | 1995  | 2000  | 2005  | 2010  | 2015  | 2020  | 2021  |
| ----- | ----- | ----- | ----- | ----- | ----- | ----- | ----- | ----- |
| IDH   | 0,237 | 0,270 | 0,317 | 0,366 | 0,404 | 0,416 | 0,427 | 0,428 |

Le rapport national sur le développement humain 2006 porte sur les relations entre la dégradation de l'environnement et ses effets sur les conditions de vie et de bien-être des populations. Les recommandations touchent principalement la maîtrise des eaux, la diminution de la pression humaine sur les ressources forestières, le contrôle des déchets chimiques toxiques, la lutte contre l'ensablement et la désertification. Il propose notamment de renforcer les capacités de gestion des populations locales et réclame l'application de la réglementation existante.
En 2024, le Mali est classé en 131e position pour l'indice mondial de l'innovation.

## Démographie

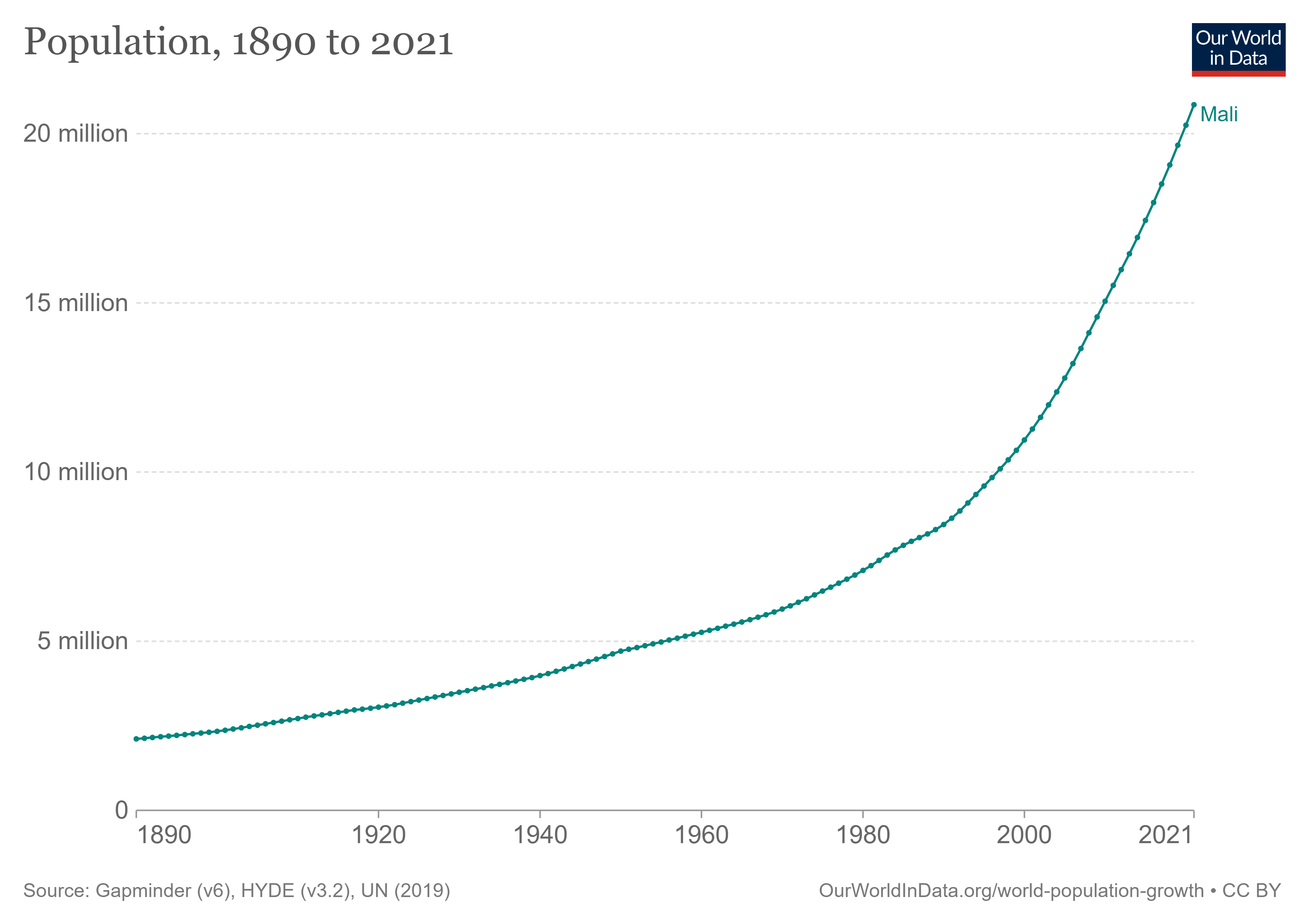
Évolution de la démographie entre 1890 et 2021.

La croissance très rapide de la population constitue un problème fondamental pour l'amélioration du niveau de vie des Maliens, d'autant plus que les deux tiers de la superficie du Mali sont arides ou semi-arides. La pauvreté est importante puisque les 10 % de la population la plus pauvre ne consomment que 2,4 % des consommations totales du pays et les 10 % les plus riches en consomment 30,2 % (2001).

### Communautés
La population du Mali est divisée en plusieurs communautés. Les peuples nomades et semi-sédentaires se trouvent au nord. Les Maures, les Kountas et les Touaregs représentent environ 10 % de la population. Les premiers sont traditionnellement spécialisés dans le commerce de la gomme arabique tandis que les seconds et les troisièmes sont éleveurs nomades ; ils se déplacent en permanence à la recherche de pâturages frais pour leur bétail.
Plus au sud, on trouve les Bambaras (28 %) qui représentent le groupe majoritaire, autour de la capitale Bamako, ainsi que les Malinkés qui leur sont apparentés et les Soninkés, les Peuls (9 %), les Sénoufos, les Bwas, les Bozos, les Dogons (6 %), les Songhaïs et les Khassonkés.
Les Touaregs, les Songhaïs, les Kountas et les Bérabichs résident dans le Nord du Mali, la partie la plus aride et la moins peuplée du pays. Les Bellas, qui sont d'anciens esclaves des Touaregs, vivent dans ces mêmes régions

### Femmes
En 2018, le Mali comptait 18,4 millions d'habitants, dont 51,3 % de femmes. Avec 5,9 enfants par femme, le pays possède l'un des taux de fécondité les plus élevés au monde.
En 2001, le taux brut de scolarisation de l'enseignement secondaire s'élevait à 4 % pour les filles et 14 % pour les garçons.
Le taux d'utilisation des méthodes contraceptives est bas. La majorité des femmes au Mali a subi une mutilation génitale. De nombreux décès sont liés à la grossesse.

### Santé
L'espérance de vie à la naissance est de 53,06 ans en moyenne, 51,43 ans pour les hommes et 54,73 ans pour les femmes (estimation de 2012).

#### VIH/sida
Le taux de prévalence moyen national du VIH est de 1,3 % en 2006 contre 1,7 % en 2001 dans la population générale. Cependant cela est marqué par une féminisation de l'épidémie, en effet le taux de prévalence observé chez les femmes enceintes est de 3,5 % depuis 2002. Cependant le pourcentage de personnes ayant entendu parler du VIH et du sida a baissé, sur la tranche d'âge de 15 à 49 ans, et est passé de 90,3 % à 86,2 % pour les femmes et de 98,1 % à 90,6 % chez les hommes. Parmi eux, 20,7 % a eu des rapports sexuels avant l'âge de 15 ans. Pour les femmes la proportion est de 24,7 % contre 5,4 % pour les hommes. 9,3 % des femmes et hommes de 15-49 ans ont eu des rapports sexuels avec plus d'un partenaire au cours des 12 derniers mois, dont 25,3 % des hommes et 5,9 % des femmes. Parmi eux 28,4 % ont déclaré avoir utilisé un préservatif lors de leur dernier rapport sexuel, dont 16,7 % pour les femmes et 38,8 % pour les hommes.

## Culture
Le Mali a su conserver les éléments importants de ses cultures traditionnelles. Les griots (ou « Djéli ») exercent toujours leurs fonctions de musiciens-poètes transmettant l'histoire du pays et des hommes sur plusieurs générations. Bakary Soumano, chef des griots du Mali de 1994 à 2003, a contribué à réhabiliter les fonctions du griot dans la société moderne.
L'artisanat du Mali est très riche, il varie d'une région à une autre, d'une ethnie à une autre.

### Langues
La nouvelle constitution de la république du Mali, adoptée par référendum le 23 juin 2023 stipule désormais que : « les langues nationales sont les langues officielles du Mali” et “le français est la langue de travail ». Le français n'est donc plus la langue officielle du Mali.

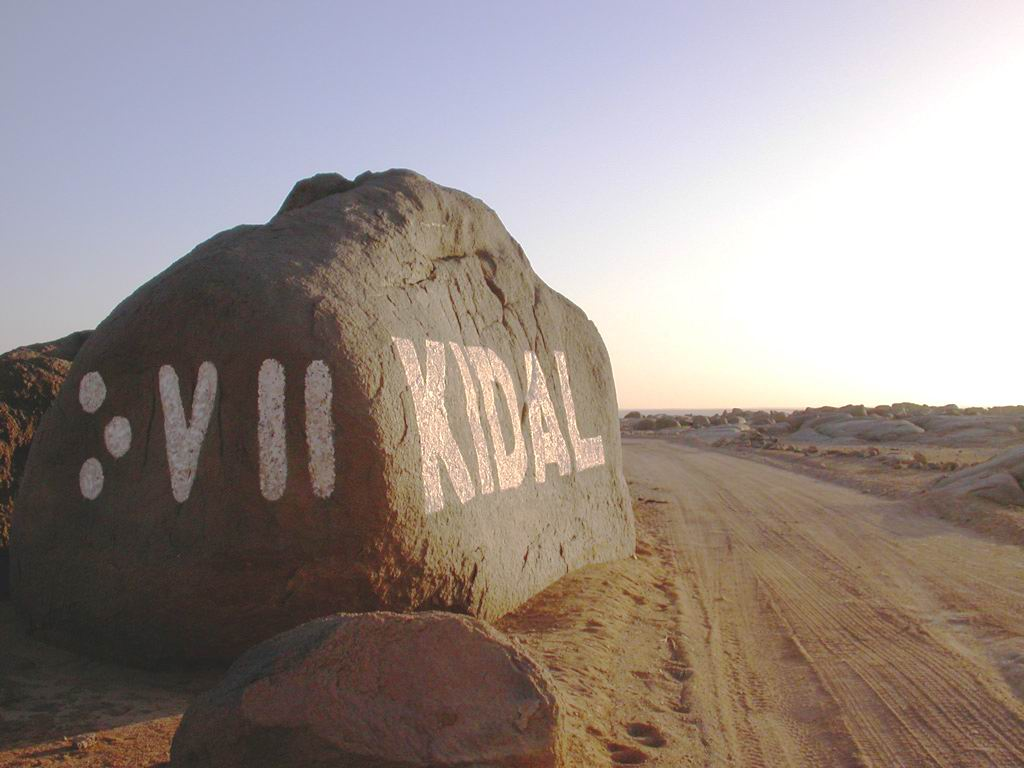
Signalisation bilingue à l'entrée de Kidal. Sur le côté gauche du rocher, Kidal est transcrit en caractères tifinagh.

Le français est la langue de travail, mais la langue la plus utilisée par la population est le bambara, qui est parlé par plus de 50 % de la population. Cette dernière, ainsi que douze autres (bobo, bozo, dogon, peul, soninké, songhaï (ou songoy), sénoufo-minianka, tamasheq, hassanya, khassonké, mandinka et le maninkakan) sont reconnues par l'État comme des langues nationales.
Le recensement de 1987 a enregistré la langue parlée par les personnes de plus de six ans. Le bambara arrive largement en tête (38,3 %), suivi du peul (11,7 %), du dogon (6,9 %), du songhaï (6,3 %) et du soninké (12,3 %). La connaissance du français a également beaucoup progressé. En 1960, 66 000 Maliens savaient lire et écrire en français. En 1985, ils étaient 564 000. En 2009, ils étaient 2,2 millions.
Les régions du Mali de Gao, Kayes, Kidal, Koulikoro, Mopti, Segou, Sikasso et de Tombouctou sont membres de l'Association internationale des régions francophones. Le Mali est membre de l'Assemblée parlementaire de la francophonie.

### Religion
Selon le Pew Research Center, en 2010, 94,4 % des habitants du Mali sont musulmans, alors que 2,4 % sont chrétiens, principalement catholiques (1,6 %) et que 2,7 % pratiquent une religion populaire.
La religion est omniprésente au Mali. Il est rare de trouver un village sans sa mosquée. Mais des cérémonies animistes, pourtant interdites par l'islam, persistent encore dans quelques villages majoritairement musulmans. Les griots et marabouts rappellent le passé animiste de nombreuses régions du pays, tout comme les fétiches et amulettes, très répandus.
L'un des lieux célèbres du christianisme au Mali est la ville de Kita dans la région de Kayes (1re région) où se trouve la cathédrale Notre-Dame où a lieu le pèlerinage catholique annuel au Mali. Il y a aussi des Protestants, dont la présence est assez récente, développée par des missionnaires surtout Américains, dont les effectifs sont très limités.

### Littérature
Parmi les grands écrivains maliens, citons Amadou Hampâté Bâ et Seydou Badian Kouyaté.

### Musique

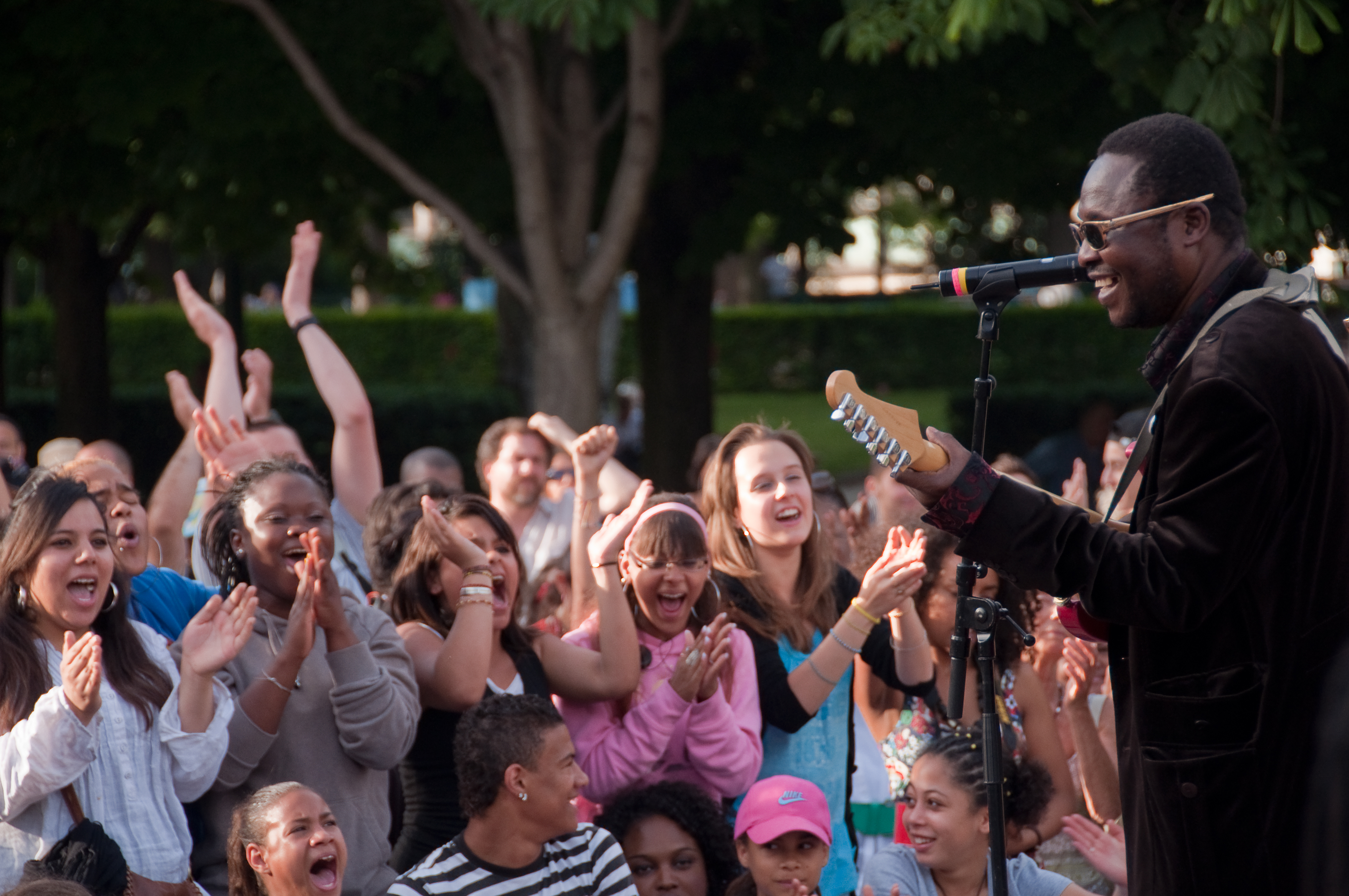
Amadou au parc de Choisy lors d'un concert de lutte contre la désertification du Sahel.

Les mélodies traditionnelles, autrefois jouées sur la kora, continuent d'alimenter la musique d'aujourd'hui via des interprètes dignes descendants des griots tels que Mamadou Diabaté, Ganda Fadiga, Toumani Diabaté, Babani Koné, Amy Koita. Parmi les non-griots, on peut également citer Salif Keïta, Ali Farka Touré, Khaira Arby, Vieux Farka Touré, Boubacar Traoré, Rokia Traoré, Oumou Sangaré et Samba Touré.
La diversité de la musique malienne met en valeur la diversité culturelle du Mali. On peut ainsi trouver différents styles musicaux comme les chansons de chasseurs, la musique du wassoulou, les griots, etc.
Les instruments utilisés sont essentiellement le n'goni, la kora, le balafon, le dum dum.
La musique malienne est surtout connue à travers des célébrités comme Amadou et Mariam Bagayogo, le « couple aveugle » qui a créé Beaux dimanches (Le dimanche à Bamako…), Ali Farka Touré le deux fois nommé aux Grammy Awards, la diva de Tombouctou Khaira Arby, Salif Keïta, Habib Koité, Samba Touré, héritier de la musique d'Ali Farka Touré, Mama Sissoko qui fut plagié par le célèbre chanteur américain Carlos Santana et dont l'affaire fut portée devant la justice américaine en 2005, Oumou Sangaré, Oumar Koïta, qui est naturalisé allemand, ou encore Mokobé, jeune Malien de France qui a su s'imposer dans le milieu du rap tout en n'oubliant pas ses racines et en collaborant avec plusieurs artistes africains. Ballaké Sissoko œuvre par ses collaborations avec des musiciens européens comme le violoncelliste Vincent Ségal ou le pianiste Ludovico Einaudi au rayonnement de la kora et de la culture malienne.
La musique dogon est bien souvent l'oubliée de ce patrimoine très riche. Cette musique dogon est diverse et variée. Elle est étroitement associée aux différents rites : mariages, funérailles, etc. Après Kadja Lélé, la vétérane, la jeune chanteuse Déné Issébéré est l'emblème de cette culture musicale dogon aussi bien au Mali qu'en dehors des frontières maliennes.
La musique touareg est appréciée au-delà des frontières maliennes, notamment le blues touareg ; elle est représentée entre autres par le groupe Tinariwen, initiateur et leader de ce courant musical.
Le reaggaeman Koko Dembélé a composé beaucoup de titres en langue dogon.

### Cinéma
Le cinéma malien est connu notamment à travers le travail de Souleymane Cissé et de Cheick Oumar Sissoko.
Le cinéma numérique ambulant est présent au Mali.

### Médias
Les médias au Mali sont constitués par la presse écrite (en français et quelques journaux en langues nationales), par la radio de proximité, par la télévision, ainsi que par plusieurs services liés (satellite, câble, internet).
Les journaux sont concentrés dans la capitale Bamako ou dans les grandes villes régionales. Le réseau des radios libres croit à grande vitesse. Ces radios atteignent la grande majorité de la population en diffusant des émissions dans les langues locales. L'accès à internet se développe tant au niveau de l'extension des infrastructures, de la réduction des coûts et de la familiarisation des usagers aux outils les plus courants. On note plusieurs collaborations de sites internet avec des journaux, des radios et des télécentres communautaires.

### Fêtes et jours fériés
| Date         | Nom français                         | Nom local       | Remarques |
| ------------ | ------------------------------------ | --------------- | --- |
| Variable     | Aïd el-Fitr                          | fête de ramadan | Fin du Ramadan |
| Variable     | Aïd al-Adha                          | Tabaski         | Commémoration du sacrifice d'Abraham                                                                                |
| Variable     | Mawlid                               | Maouloud        | Naissance de Mahomet                                                                                                |
| Variable     | Laylat al-Qadr                       | Nuit du Destin  | 10 derniers jours du Ramadan                                                                                        |
| Variable     | Mouharram                            | Tamkharit       | Nouvel an musulman                                                                                                  |
| 1er janvier  | Jour de l'an                         |                 | |
| 14 janvier   | Journée de la Souveraineté retrouvée |                 | Commémoration de la grande mobilisation du 14 janvier 2022                                                          |
| 20 janvier   | Fête de l'armée du Mali              |                 | |
| 26 mars      | Journée des Martyrs                  |                 | Chute du régime de Moussa Traoré                                                                                    |
| 1er mai      | Fête du travail                      |                 | |
| 25 mai       | Fête de l'Afrique                    |                 | Création de l'Organisation de l'unité africaine                                                                     |
| 22 septembre | Jour de l'Indépendance               |                 | Proclamation de la république du Mali (indépendance accordée par la France le 20 juin 1960 à la fédération du Mali) |
| 25 décembre  | Noël                                 |                 | Naissance de Jésus-Christ                                                                                           |
| Variable     | Lundi de Pâques                      |                 | |